# Omej-hegy
Az Omej (Emei)-hegy (kínai: 峨嵋山, pinjin: Éméi shān) vagy Omej-san (Emei shan) hegy a kínai Szecsuan tartományban, a kínai buddhizmus négy szent hegye közül az egyik. Az Omej (Emei)-hegy a Szecsuani-medence nyugati szélén helyezkedik el. A tőle nyugatra fekvő hegyek elnevezése: Tahsziangling. A hegyet körbevevő geológiai képződmény, a Perm korszaki omej (emei)-hegyi magmás vidék, amely vulkáni kitöréssel jött létre a permi korszakban. A 3099 méter magas Omej (Emei)-hegy a legmagasabb buddhista szent hegy Kínában.
Az Omej (Emei)-hegy Lösan város közigazgatási területén található. 1996-ban megkapta az UNESCO világörökségi helyszín címet.

## Szent hegy
Az Omej (Emei)-hegy a négy buddhista szent hegy közül az egyik. Hagyományosan ezt a hegyet tekintik Szamantabhadra bódhiszattva bodhimandája, azaz megvilágosodási helyszíne. Szamantabhadra kínai neve Pu-hszian Pu-sza (Pǔxián Púsà) (普賢菩薩).
A 16-17. századi források beszámolnak a kolostorokban történő harcművészeti gyakorlatokról az Omej (Emei)-hegyen.

## Buddhista építészeti emlékek
A hegyen található Kína legelső buddhista temploma, amelyet az 1. században építettek. A helyszínen hetvenhat Ming és Csing kori buddhista kolostor található, amelyek közül a többség a hegycsúcs közelében van. A kolostorok építészeti stílusa változó, alkalmazkodva a különböző környezethez. Vannak olyanok, amelyek különböző szintmagasságú teraszokra épültek, mint például a Pao-kuo-szi (Baoguosi) imaterem, és vannak olyanok, amelyek cölöpökre épültek, mint például a Lej-jin-szi (Leiyinsi). A korábbi korok buddhista kolostorait átalakították annak érdekében, hogy még jobban kihasználják a környezet természetes szépségét. A Csing-jin-ko (Qingyinge) épületei egyenetlen felszínre épültek, egy keskeny földsávra a Fekete- és a Fehér Sárkány-folyó között. A hatalmas területen a kanyargó ösvény hossza 50 km, amelyet napokba telhet végig sétálni.
Libegők könnyítik meg a 3077 méter magasan fekvő két templomba való feljutást. Ezek a hegy csúcsától egy órányi sétára vannak.

## Napkelte és felhőtenger
Az Omej (Emei)-hegy látványosságai közé tartozik a napkelte és az ún. felhőtenger, amelyet a hegy csúcsáról lehet látni. Az utóbbi többféle jelenségből áll, például a szokásos felhők alatt megjelenik egy másik felhőtakaró is.

## Éghajlata
Az Omej (Emei)-hegy éghajlata boreális. A telek hosszúak és hidegek, a nyarak hűvösek. A havi átlaghőmérséklet januárban −5,7 °C fok, júliusban 11,6 °C fok, az évi átlaghőmérséklet 3,07 °C fok. Egy év alatt több mint 250 nap van csapadék, de a monszun hatása révén főleg nyáron fordulnak elő heves esőzések. A teljes csapadékmennyiség 70%-a június és szeptember közé esik.
| Hónap                         | Jan.  | Feb.  | Már.  | Ápr. | Máj. | Jún. | Júl. | Aug. | Szep. | Okt.  | Nov.  | Dec.  | Év    |
| ----------------------------- | ----- | ----- | ----- | ---- | ---- | ---- | ---- | ---- | ----- | ----- | ----- | ----- | ----- |
| Rekord max. hőmérséklet (°C)  | 16,7  | 18,5  | 20,5  | 22,7 | 21,7 | 22,5 | 22,1 | 21,5 | 19,8  | 19,3  | 19,5  | 16,3  | 22,7  |
| Átlagos max. hőmérséklet (°C) | −0,3  | 0,4   | 4,1   | 7,8  | 10,5 | 12,9 | 15,2 | 14,9 | 11,2  | 7,2   | 4,0   | 1,6   | 7,5   |
| Átlaghőmérséklet (°C)         | −5,7  | −4,9  | −1,3  | 2,9  | 6,3  | 9,3  | 11,6 | 11,2 | 7,7   | 3,5   | −0,3  | −3,5  | 3,1   |
| Átlagos min. hőmérséklet (°C) | −9,2  | −8,1  | −4,8  | −0,3 | 3,6  | 6,8  | 9,2  | 9,0  | 5,5   | 1,2   | −3,2  | −6,8  | 0,3   |
| Rekord min. hőmérséklet (°C)  | −19,2 | −19,1 | −17,2 | −9,8 | −7,4 | −0,2 | 2,1  | 2,8  | −3,5  | −11,1 | −14,7 | −19,7 | −19,7 |
| Átl. csapadékmennyiség (mm)   | 15    | 24    | 50    | 112  | 162  | 220  | 367  | 428  | 211   | 101   | 43    | 16    | 1749  |
| Forrás: Weather China         |       |       |       |      |      |      |      |      |       |       |       |       |       |

## Galéria

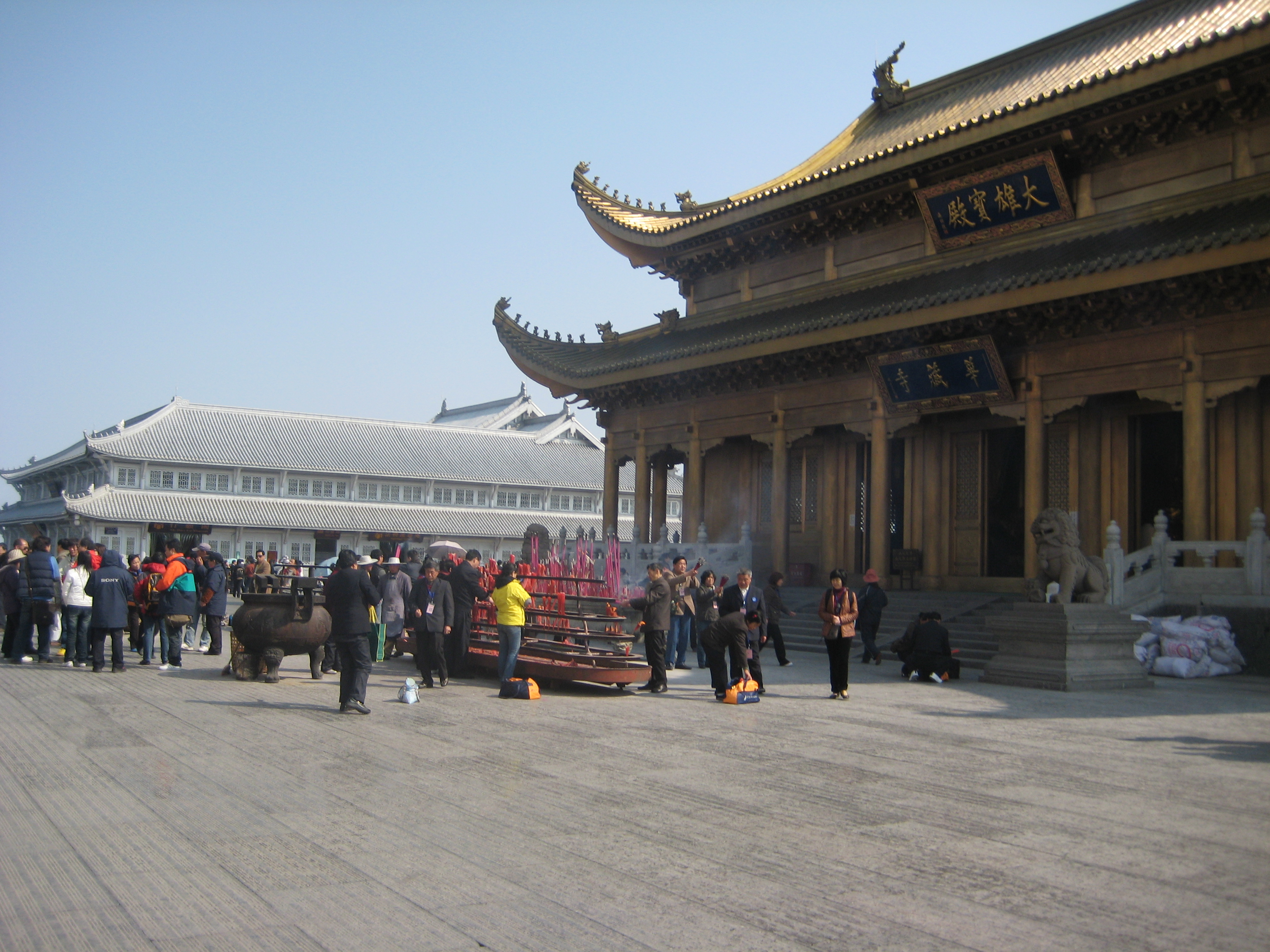
Az Arany hegycsúcs két temploma
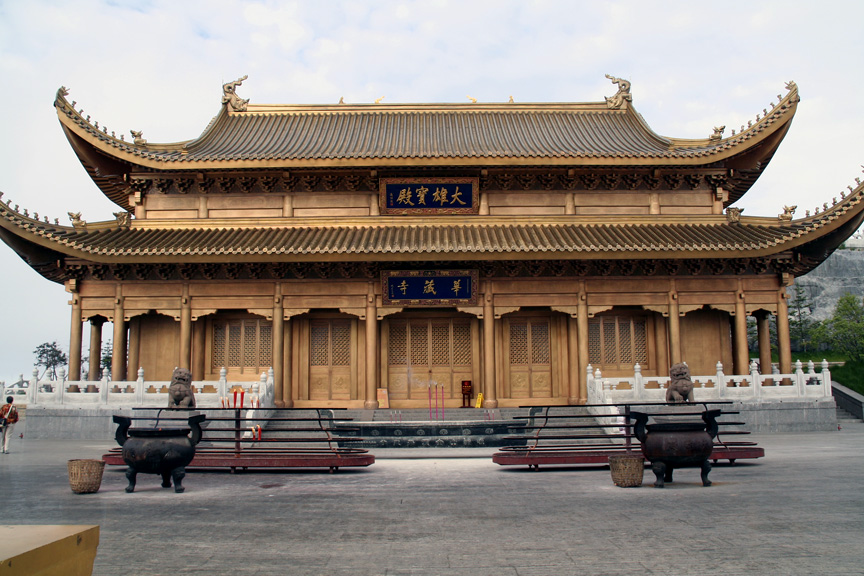
Templom az Arany hegycsúcson
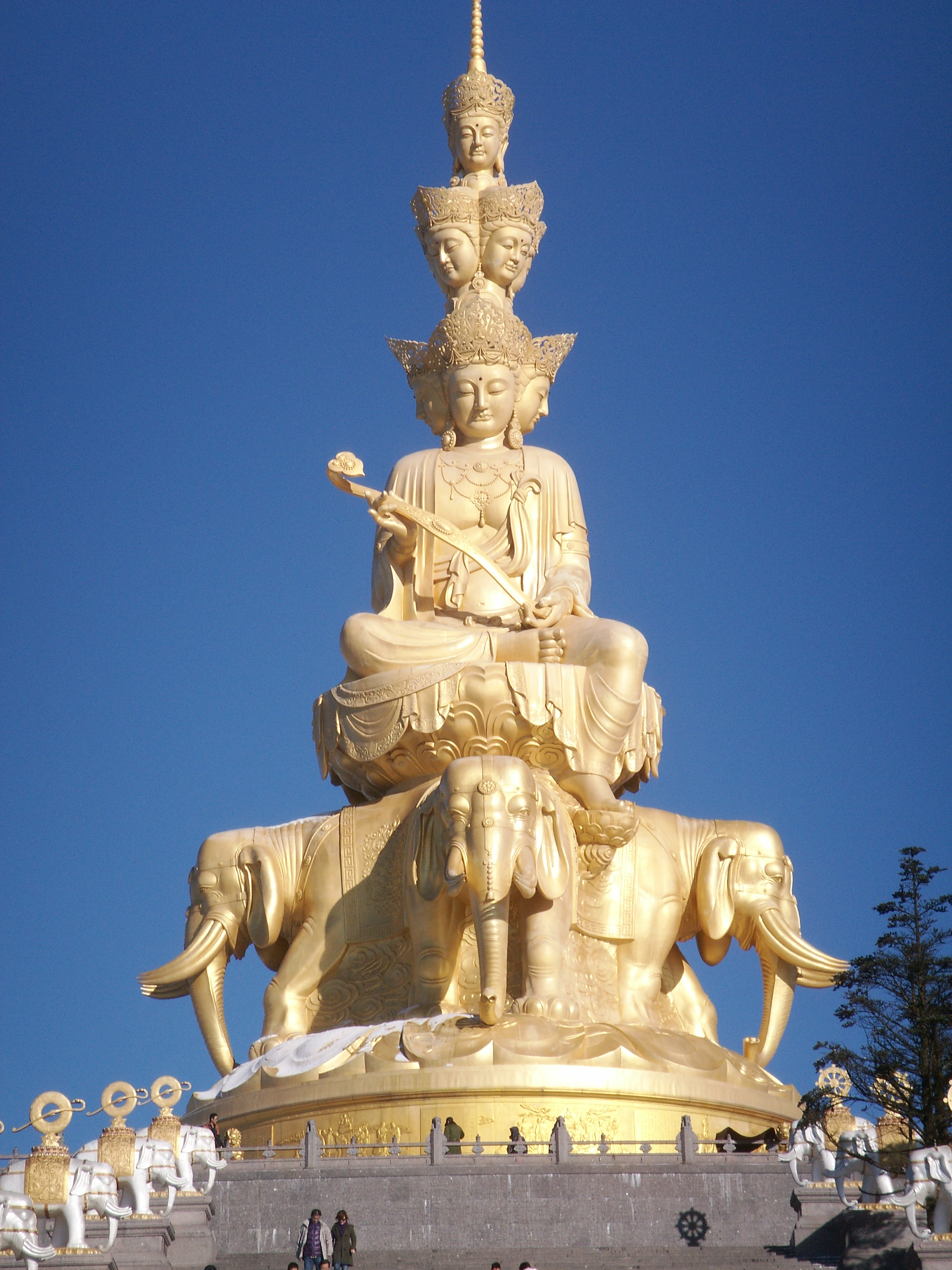
Szamantabhadra szobra az Omej (Emei)-hegy csúcsánál
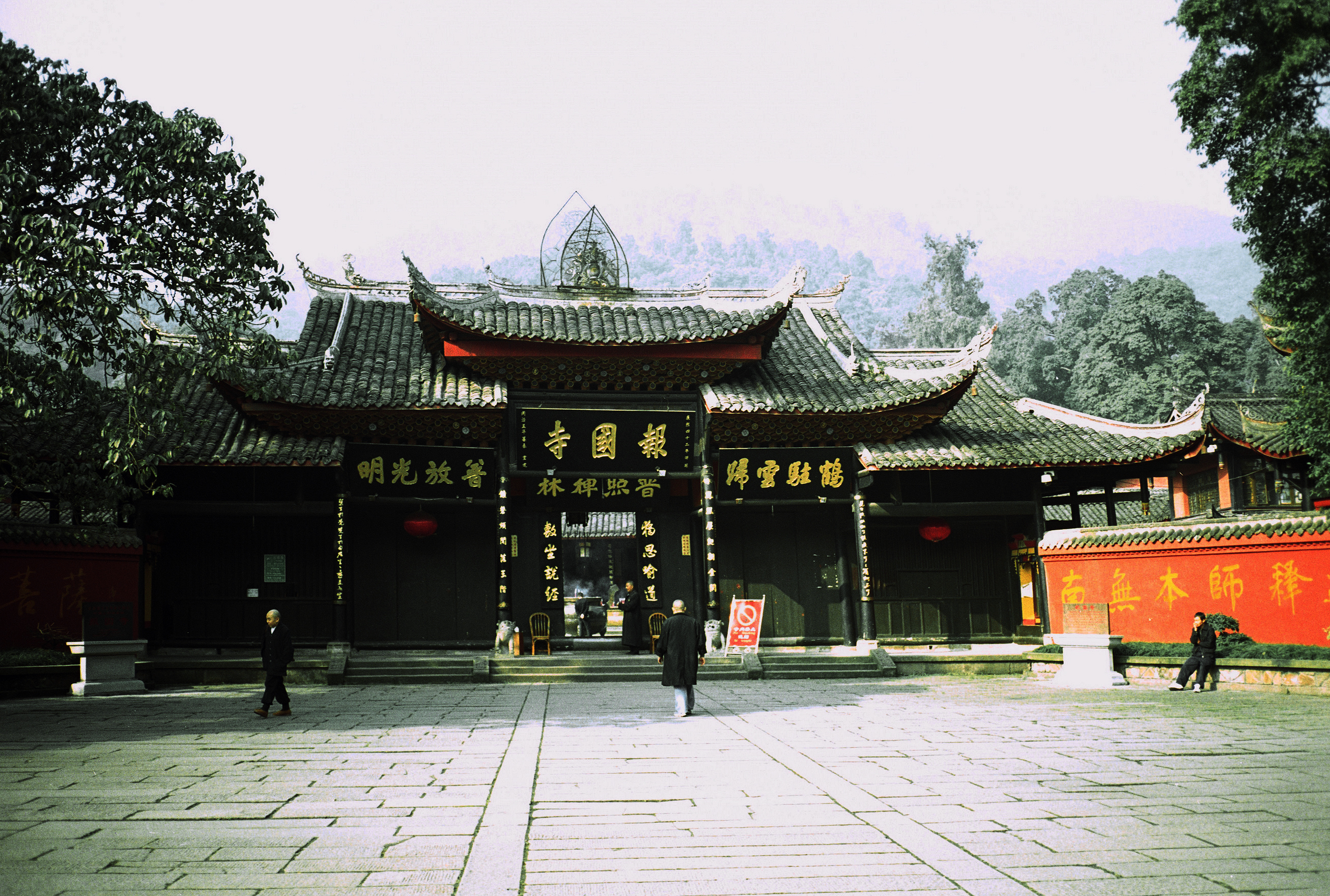
Pao-kuo-szi, buddhista templom
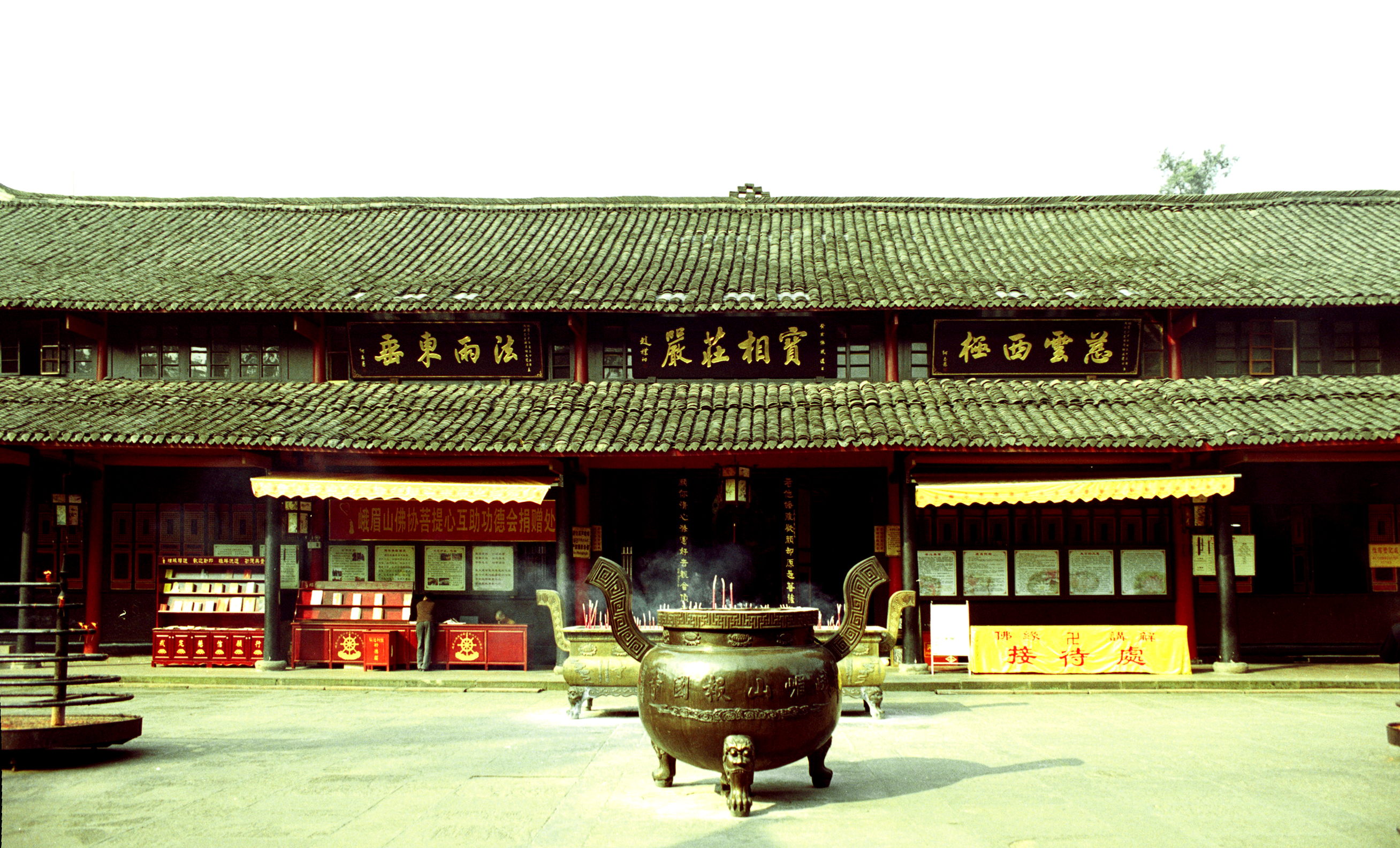
Buddhista templom
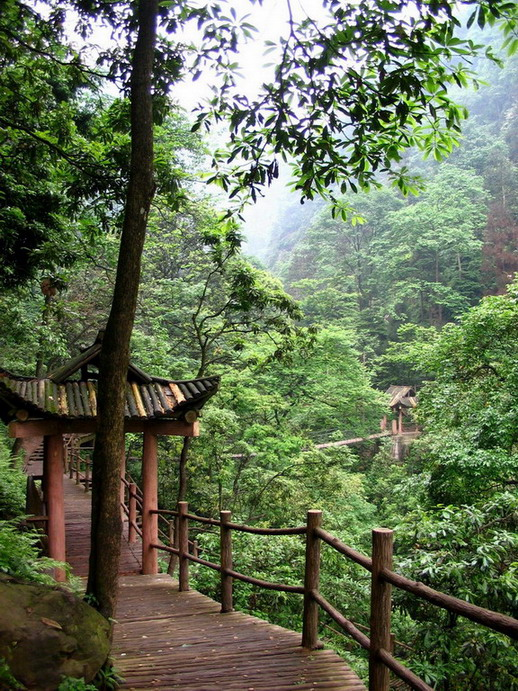
Fa gyaloghíd a Kristály-patak fölött
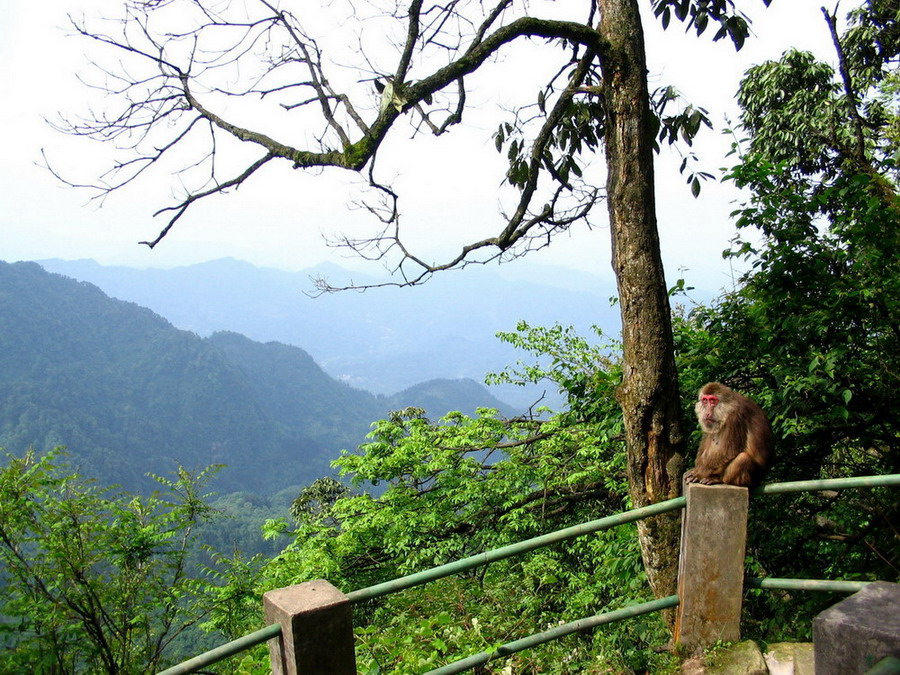
Makákó majom
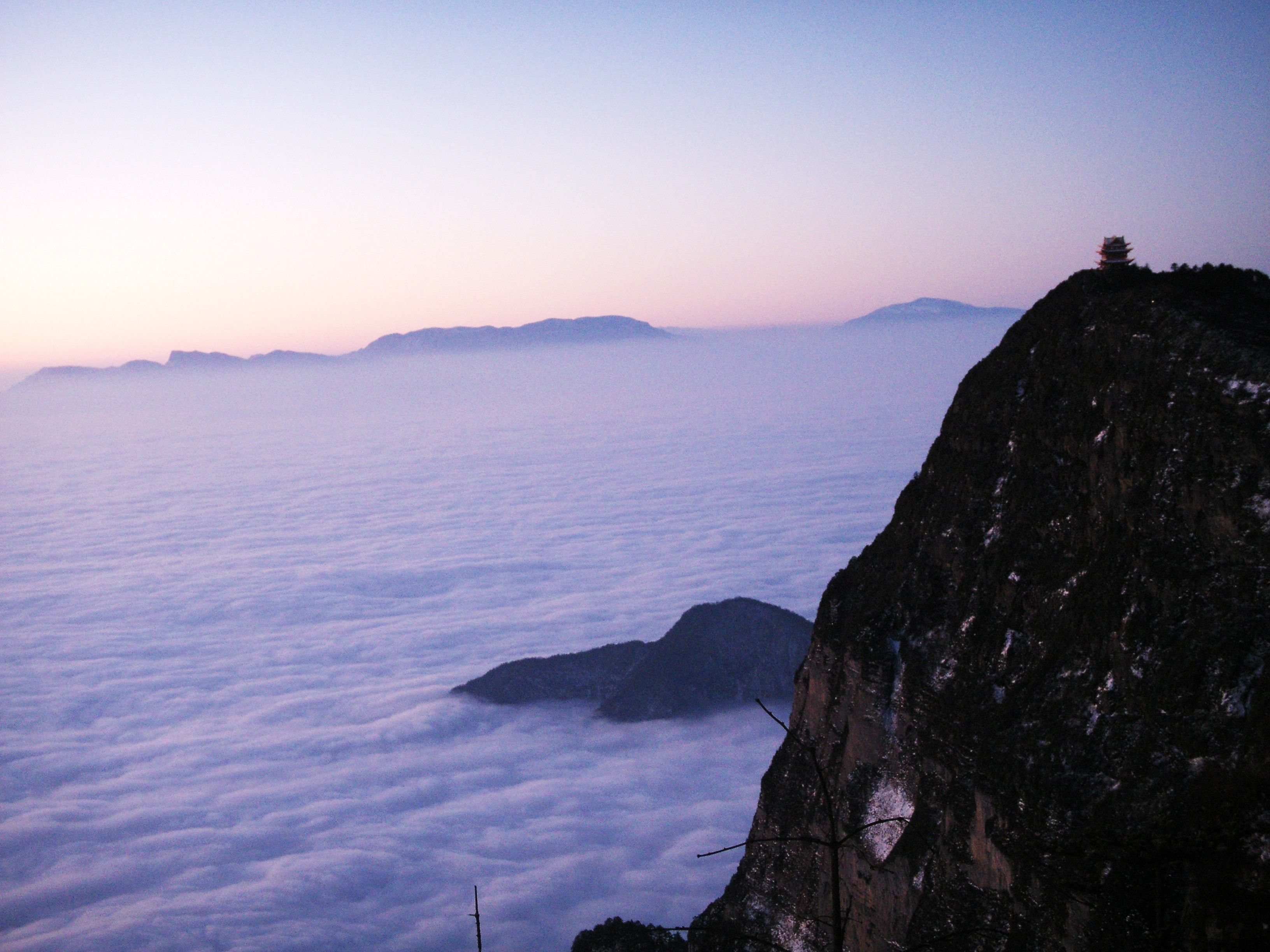
Napkelte a hegy fölött
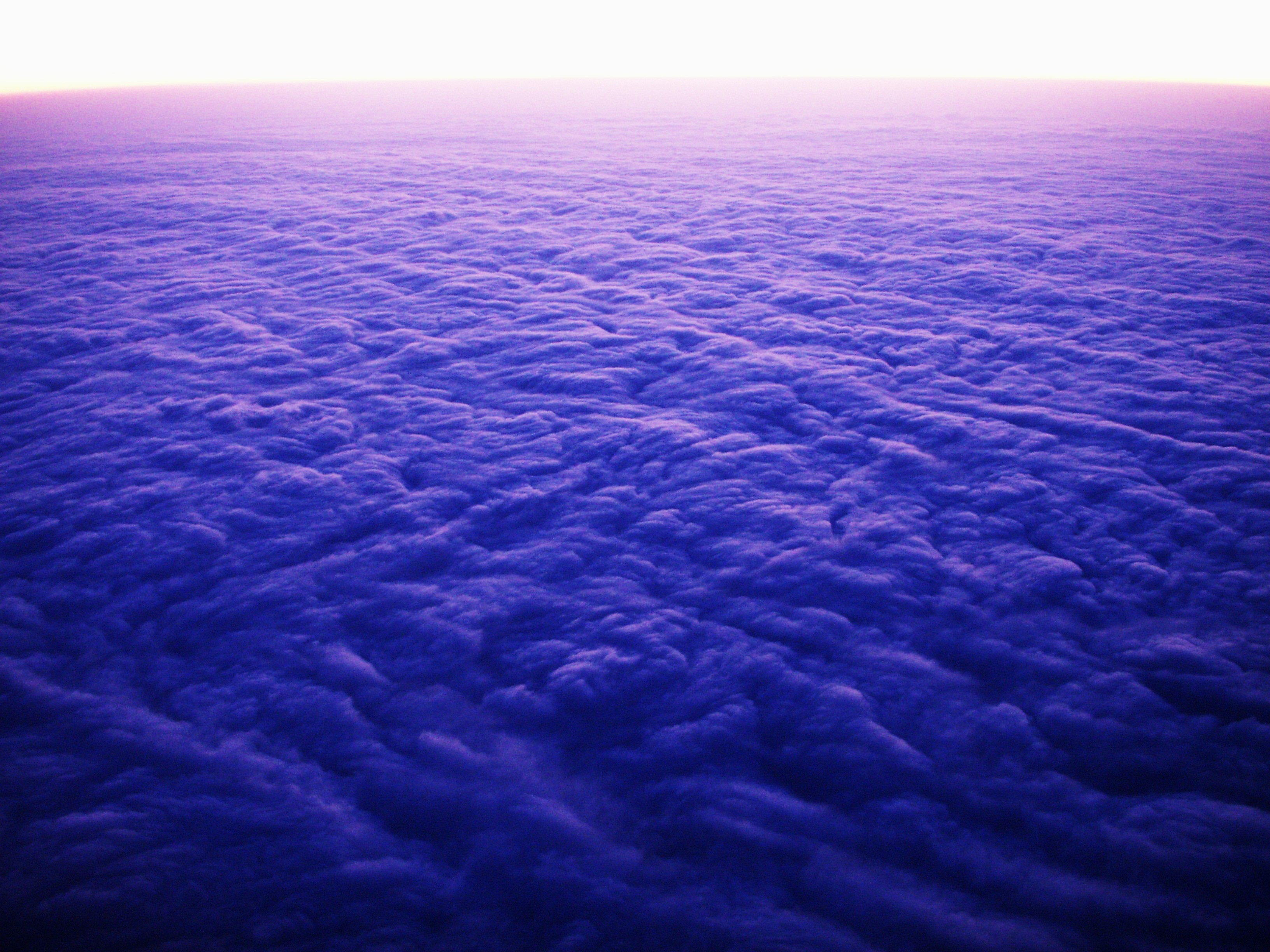
Napkelte felhőtenger fölött
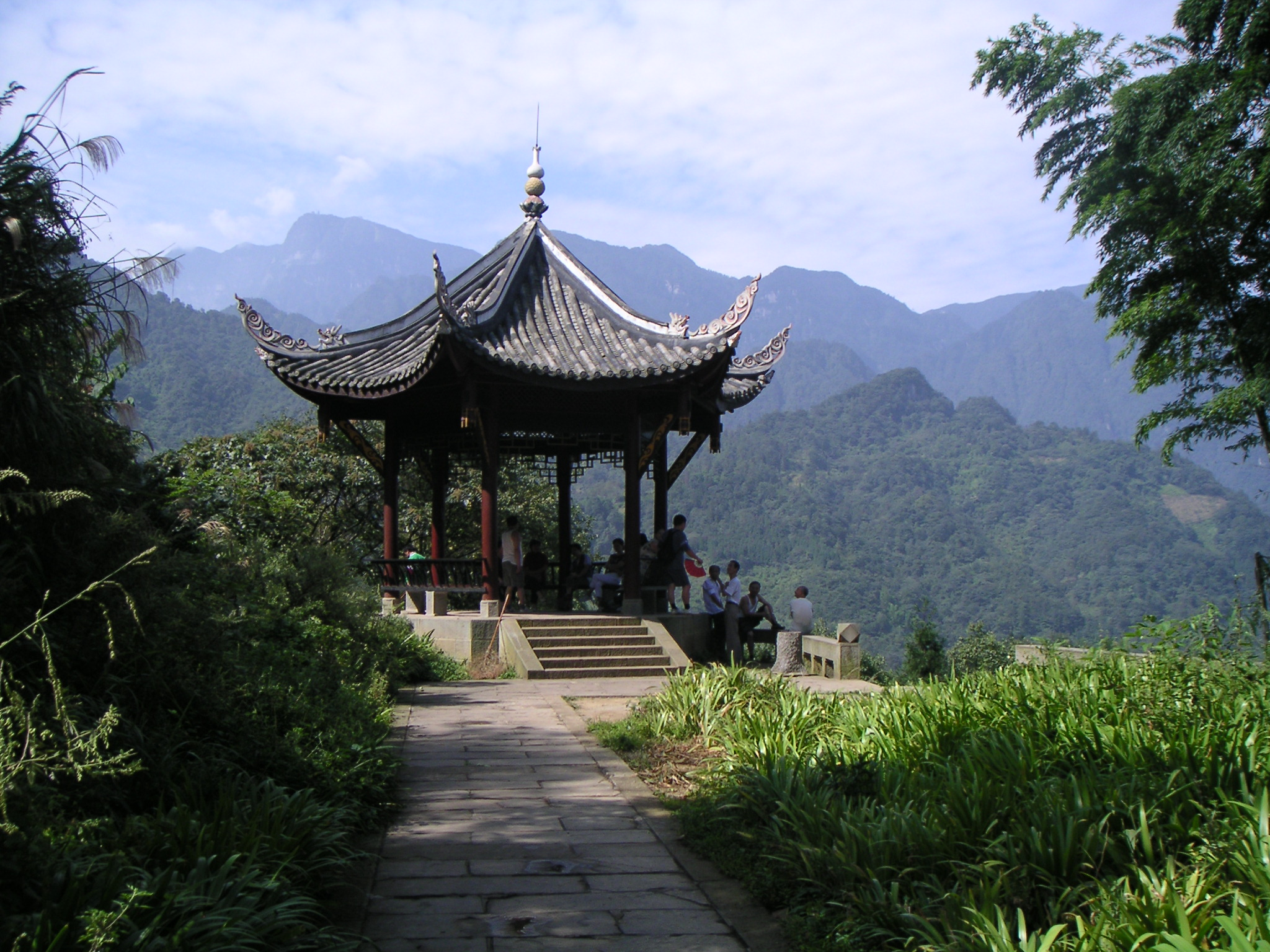
A Kuan-fu pavilon
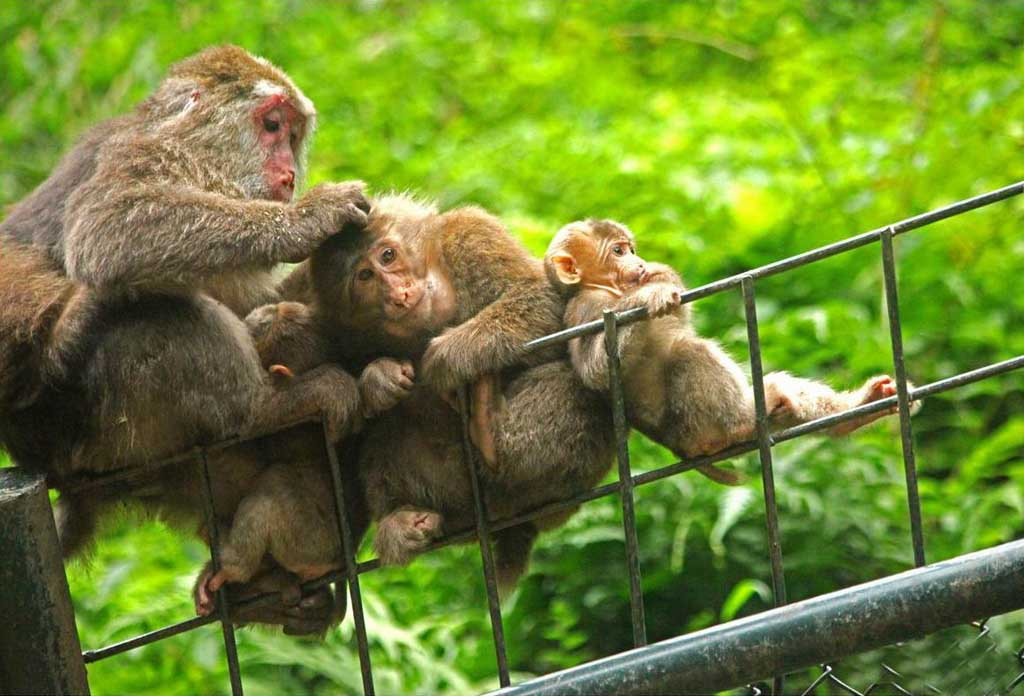
Az Omej (Emei)-hegy majmai